# Camila Crescimbeni
Camila Crescimbeni (Provincia de Buenos Aires, 22 de abril de 1990) es una politóloga y política argentina que desde el 10 de diciembre de 2019 hasta el 9 de diciembre de 2023 representó a la Provincia de Buenos Aires en la Cámara de Diputados de la Nación Argentina.

## Biografía
Camila Crescimbeni nació en la Provincia de Buenos Aires el 22 de abril de 1990. Hizo la primaria en el Colegio del Arce (colegio mixto y bilingüe). Realizó sus estudios secundarios con una beca total en el Northlands School, un colegio mixto y bilingüe con sede en Olivos. Entre 2008 y 2010 fue becaria internacional y realizó estudios de humanidades y lengua en las prestigiosas universidades Jean Moulin-Lyon III de Lyon.al frente de la Juventud PRO, cargo que obtuvo tras la partida de Pedro Piter Robledo, quién también enfrentaría problemas legales por coacción y amenazas agravadas cuando Crescimbeni en su rol como la titular de la Juventud PRO  presionó a un usuario que la criticó en Twitter para que borre su mensaje denunciando "aprietes" por parte de la titular de Jóvenes PRO. Camila Crescimbeni se desempeñaba desde diciembre de 2015 bajo el ala del Ministerio de Desarrollo Social y como concejal de Almirante Brown y a su vez Trabajaba con Carlos Regazzoni, titular del PAMI quien buscaba ser intendente de Almirante Brown.Tanto Crescimbeni como el titular de PAMI del macrismo, Carlos Regazzoni, serían denunciados por haber contratado de forma irregular a 8 empleados y no pagarles.
En el año 2010 comienza a cursar la licenciatura en Ciencia política de la Universidad de Buenos Aires Junto a la Fundación Konrad Adenauer publicó "Los Invisibles: Brechas intergeneracionales en los jóvenes del nuevo milenio" en código político.
Desde el año 2012 Camila se desempeñaría como ayudante de cátedra Ad honorem en la materia Teoría Política Contemporánea de la carrera Ciencia Política en la Universidad de Buenos Aires. Función que cumpliría hasta el año 2018. Actualmente es profesora en la Universidad Nacional de Almirante Brown y está terminando una maestría en políticas públicas en la Universidad de San Andrés.

## Actividad partidaria
Camila empezó a militar políticamente en la agrupación juvenil Jóvenes PRO y en 2016 sería elegida por sus pares como vicepresidenta segunda de los jóvenes PRO en el distrito de Buenos Aires.
En 2018 Camila es elegida como la nueva presidente de la agrupación juvenil por el periodo 2018-2020. 
Dos años después sería elegida como vocal del PRO a nivel nacional siendo sucedida en la presidencia de la agrupación juvenil por Martín César.

## Actividad pública
Entre 2013 y 2015 sería asesora en la Subsecretaría de Gestión Económica Financiera y Administración de Recursos del Ministerio de Educación de la Ciudad de Buenos Aires.
En el año 2015 fue nombrada por Horacio Rodríguez Larreta como Directora Federal de Inclusión Joven en el Instituto Nacional de Juventud perteneciente al Ministerio de Desarrollo Social de la Nación . Además dirigió el programa "Acá estamos" que estaba dirigido a jóvenes vulnerables en todo el territorio nacional desde principios del 2019 hasta fines de ese año.
En octubre de 2017 asume como concejal del Partido de Almirante Brown de la Provincia de Buenos Aires hasta diciembre de 2019.
Camila fue candidata a diputada nacional en las listas de Juntos por el Cambio encabezadas por Cristian Ritondo y María Luján Rey en la provincia de Buenos Aires. Quedó ubicada en el puesto 14 de la lista y los resultados obtenidos en octubre le permitieron acceder a un escaño legislativo.Juventud Cambiemos de Almirante Brown, Norberto Velázquez, comprometió seriamente la figura de los dirigentes Carlos Regazzoni y Camila Crescimbeni, tras filtrarse unos audios donde le aconseja a un trabajador barrial que abandone la UCR para poder ayudarlo a conseguir trabajo y dar ayuda material a una institución amiga.titular del Instituto Nacional De Juventud, que depende del ministerio de Desarrollo Social y Salud que lidera Carolina Stanley dónde fue acusada de utilizar el organismo para designar a militantes de jovenes pro en diferentes dependencias públicas
Juró como diputada nacional el 10 de diciembre de 2019 acompañó un proyecto para erradicar el ciberbullying
El 26 de octubre de 2022, al terminar el debate por el Presupuesto Nacional 2023, fue homenajeada por los motivos mencionados en dicha sesión por la diputada Silvia Lospennato: “Es solamente un minuto. La verdad es que queríamos agradecerle y también contarles que la diputada Camila Crescimbeni, que hace menos de un mes perdió un hijo y que está en licencia por maternidad de su otro bebé que está internado, vino hoy a cumplir con su función.
Finalizó su mandato en diciembre de 2023.

### Comisiones que integró
- Acción Social y Salud Pública.[13]
- Familia, Niñez y Juventudes (secretaria de la comisión).[14]
- Mujeres y Diversidad (secretaria de la comisión).[15]
- Vivienda y Ordenamiento Urbano.[16]
- Asuntos Cooperativos, Mutuales y Organizaciones no Gubernamentales.[17]
- Cultura.[18]